# Hampton Manor
Hampton Manor és una concentració de població designada pel cens dels Estats Units a l'estat de Nova York. Segons el cens del 2000 tenia 2.525 habitants.

## Demografia
Segons el cens del 2000, Hampton Manor tenia 2.525 habitants, 1.040 habitatges, i 690 famílies. La densitat de població era de 1.547,5 habitants/km².
Dels 1.040 habitatges en un 32,8% hi vivien nens de menys de 18 anys, en un 48,6% hi vivien parelles casades, en un 13,6% dones solteres, i en un 33,6% no eren unitats familiars. En el 28,9% dels habitatges hi vivien persones soles el 10,6% de les quals corresponia a persones de 65 anys o més que vivien soles. El nombre mitjà de persones vivint en cada habitatge era de 2,4 i el nombre mitjà de persones que vivien en cada família era de 2,97.
Per edats la població es repartia de la següent manera: un 24,8% tenia menys de 18 anys, un 5% entre 18 i 24, un 32,1% entre 25 i 44, un 22,8% de 45 a 60 i un 15,3% 65 anys o més.
L'edat mediana era de 39 anys. Per cada 100 dones de 18 o més anys hi havia 86,5 homes.
La renda mediana per habitatge era de 42.794 $ i la renda mediana per família de 46.818 $. Els homes tenien una renda mediana de 32.022 $ mentre que les dones 30.694 $. La renda per capita de la població era de 21.589 $. Cap de les famílies i l'1,3% de la població estaven per davall del llindar de pobresa.